# Antonio Chiribiri
Antonio Chiribiri (Venezia, 25 dicembre 1867 – Alessandria, 13 aprile 1943) è stato un imprenditore italiano, considerato un pioniere dell'aviazione per aver realizzato alcuni tipi di aerei monoplani negli anni dieci del XX secolo. Dopo la fine della grande guerra si dedicò alla costruzione di automobili, sia da strada che da competizione con buoni risultati.

## Biografia
Nacque a Venezia il 25 dicembre 1867, figlio di Alessandro e Felicita Bernardi. Appassionatosi alla meccanica e ai motori lascia la sua città natale per andare a lavorare come apprendista presso la ditta Chiari & Mari Bernardi di Padova, dove conosce  l'ingegnere Giustino Cattaneo che apprezzandolo particolarmente, lo volle come collaboratore nei suoi successivi spostamenti presso varie aziende.
Nel 1901 lavora a Firenze come operaio presso la Florentia, dove apprende le nuove tecniche, divenendo  operaio specializzato e incominciando a collaborare con l’ingegnere Cattaneo nella progettazione.
Nel 1906 la collaborazione con l’ingegnere Cattaneo riprende a Milano presso la ditta Isotta Fraschini, che riesce a sopravvivere, insieme alla Itala, alla crisi del 1907 grazia ad un accordo di collaborazione con la francese Société Lorraine Anciens Etablissements de Dietrich, un’alleanza che fu solo temporanea. In quello stesso 1907 si sposta a Torino dove diviene direttore tecnico della Junior, nota anche come FTAJ, ma la crisi interessò anche la Junior, nonostante questa si associata alla OTAV.
Sempre nel 1907 si trasferì a Brescia dove andò a lavorare come capo officina nel nuovo stabilimento della Brixia-Züst. Qui nacque il suo interesse per il mondo dell'aviazione, grazie alle notizie che arrivavano dalla Francia. Uno dei soci della Brixia, il commendatore Achille Bertelli, che già da tempo studiava il volo verticale, gli chiese di collaborare alla costruzione di un elicottero, cosa che avvenne nel 1908.
Nel 1909 vi fu una nuova crisi del mercato automobilistico, e l’entusiasmo per la nascente aviazione lo spinse a trasferirsi a Torino in qualità di direttore tecnico presso la prima fabbrica aeronautica italiana, quella dell'ingegnere Franz Miller, ma i risultati realizzativi furono scarsi.
Nel 1910 a causa di ciò decise di mettersi in proprio iniziando la progettazione e la costruzione di un motore aeronautico da 40 HP, ed in seguito di un velivolo, il Chiribiri 1, presso un capannone affittato in Via Don Bosco 68. Il motore funzionò benissimo, e l'aereo, con lui come pilota, va in volo per la prima volta il 9 marzo 1911 decollando dalla piazza d'armi di Torino. L'aereo, investito da un colpo di vento in fase di atterraggio, capotta ma il pilota rimase illeso.
Nel luglio dello stesso anno appronta un secondo velivolo, il Chiribiri 2, un monoplano migliorato rispetto al primo modello e con un propulsore Chiribiri da 50 HP, 4 cilindri in linea, raffreddato ad
acqua. Come pilota sceglie Maurizio Ramassotto, che lo porta in volo per la prima volta sul nuovo aerodromo di Mirafiori, costruito nel 1911 in occasione dell'Esposizione internazionale di Torino per il cinquantenario dell'Unità d'Italia. Sempre su questo campo apre, nell'agosto successivo, la prima scuola di aviazione torinese affidandone la direzione a Ramassotto. Il 23 settembre 1911 lui e Ramassotto costituiscono, presso il notaio Baricco, la Società Chiribiri & C:, con capitale sociale di  48.500 lire. Il 14 ottobre a Mirafiori avviene il primo conseguimento di un brevetto di pilota ottenuto da Ramassotto. Nell’autunno del 1911 dalle officine esce un nuovo modello, il Chiribiri 3, un monoplano completamente ridisegnato e equipaggiato con motore Chiribiri 80/100HP. Dopo l'inizio della guerra italo-turca e il primo impiego bellico dell'aereo in Italia scoppiò l'interesse per l'aviazione, e la scuola di volo fu subito oberata di lavoro, con militari dalla armi del Regio Esercito.
Il 1912 l'Aero Club d'Italia lanciò una sottoscrizione nazionale “Pro Flotta Aerea”, e la Società Chiribiri aderì subito mettendo a disposizione del Comitato 3 apparecchi ed i rispettivi piloti, Ramassotto, Paolucci, e De Dominicis, per voli di propaganda su tutto il territorio nazionale a favore dell’iniziativa. In questa attività gli aerei Chiribiri sono i primi a volare a Faenza, Modena, Cagliari, Bassano e Mantova, altri voli avvengono a Genova, Cuneo, Bologna, e in altre parti d'Italia. Nonostante l'entusiasmo, e la messa in produzione di un nuovo aereo, il Chiribiri 4, il Ministero della guerra non emise alcun ordine di acquisto, preferendo rivolgersi alla produzione estere come Farman e Blériot.
Vista la mancanza di ordini aiutò l'ingegnere Ottavio Fuscaldo nella realizzazione del progetto di una automobile con le 4 ruote disposte ai vertici di un rombo, e tale diviene il nome del veicolo, che però, ritenuto troppo avveniristico, rimane allo stadio di prototipo.  Nell’aprile 1912 nella Società Chiribiri entra un nuovo socio Gaudenzio Verga, un ottimo disegnatore progettista.
Il mancato sviluppo della Rombo ed il Concorso Militare indetto dal Ministero della guerra per la primavera del 1913, lo inducono a tentare ancora con la produzione aeronautica. A tale scopo viene progettato e costruito il Chiribiri 5,  un monoplano completamente diverso dai precedenti, che però non ottiene alcun ordine di produzione. Ritornato alla produzione di automobili, il conte Gustavo Brunetta d'Usseaux gli propone di finanziare la costruzione di vetturette molto economiche, di piccola cilindrata, per permettere ad altri strati sociali l'accesso al mercato automobilistico, considerato ancora privilegio di pochi facoltosi. Viene designata, e costruita in pochi esemplari, anche a causa del mancato sostegno finanziario promesso del conte Brunetta d'Usseaux, la Siva 8-10 HP, con motore di 903 cm³.
Con lo scoppio della prima guerra mondiale, e considerato lo stato di arretratezza dell'aviazione militare italiana, il Ministero decide di aiutare concretamente l'industria aeronautica italiana, e nel gennaio del 1915 viene istituita la Direzione tecnica dell’Aviazione Militare (DTAM) a Torino, il cui compito consisteva nel coordinare l’attività delle industrie aeronautiche nell’assistenza all’aviazione militare.
Presso la DTAM lavorava il tenente del genio aeronautico Vittorio Valletta, con il compito di tenere la contabilità relativa al flusso degli stanziamenti statali e a tutte le ordinazioni che il Ministero delle Armi e Munizioni assegna alle diverse imprese.
Per la realizzazione di 26 velivoli la DTAM si avvale di una ventine di aziende, dalla Pomilio alla Fiat, dall'Ansaldo alla Chiribiri. Dichiarato stabilimento ausiliario durante la grande guerra le officine Chiribiri producono alcune migliaia di motori rotativi Le Rhône. Nel corso del conflitto prosegue a basso regime, tra il 1915 e il 1917, la produzione di automobili, con alcuni modelli Tipo 2, elaborazione della vetturetta SIVA,  e al termine del conflitto la ditta, di cui era divenuto direttore generale Valletta, presenta il nuovo modello Tipo Unico 12HP al salone di Parigi nel 1919. Nel 1921 alla produzione di automobili si affiancò anche quella di vetture sportive, che ottengono ottimi risultati nelle gare.
Dopo le difficoltà del periodo 1926.1927, a causa della gravi difficoltà finanziarie in cui versava l'azienda, essa cessò la produzione e la ditta è posta in liquidazione. Lo stabilimento di Torino viene acquistato dalla Lancia, e lui si trasferì in via Vigone 44 per vendere, fino al totale esaurimento, il materiale di ricambio e due vetture.
Nel 1928 creò la Società Anonima Automobili Brevetti Chiribiri (ABC) e ritornò ad interessarsi alla produzione motoristica, in particolare ai motori d’aviazione, avviando un progetto di multimotore che per varie ragioni, tra cui anche politiche, non ebbe alcun seguito.
La delusione per il mancato brevetto del multimotore, che gli precluse il suo ritorno nel mondo industriale, gli causò grande delusione, acuita dal dolore per la precoce morte del figlio Deo, avvenuta nell’ottobre del 1938.
Allo scoppio della seconda guerra mondiale viene ospitato dalla figlia Ada a Rosignano Monferrato. Si spegne per malattia presso l'ospedale di Alessandria il 13 aprile 1943.

### Annotazioni
1. ↑  Secondo di sei figli.
2. ↑  Era una ditta sorta nel 1904 con il distacco di Giovanni Ceirano dalla F.lli Ceirano
3. ↑  La pubblicità della Ditta recitava: Esecuzione di qualsiasi macchina per volare dietro semplice schizzo. Aeroplani, elicotteri, dirigibili, ortotteri, aerocurvi, ecc..

### Fonti
1. 1 2 3 4 5 6 7 8 9 10 11 12 13 14 15 16 17 18 19 20 21 22 23 24 25 26 27 28 29 30 31 32 33 34  Giovanni Chiribiri.
2. ↑  Cobianchi 1943, p. 419.
3. 1 2  Cobianchi 1943, p. 413.
4. ↑  Cobianchi 1943, p. 129.
5. ↑  Cobianchi 1943, p. 130.
6. ↑  Cobianchi 1943, p. 414.
7. ↑  Cobianchi 1943, p. 415.